# DK3
| Recensione     | Giudizio |
| -------------- | -------- |
| LA Times       | Positivo |
| Rant Lifestyle | A-       |
| FDRMX          | [ 4 ]    |
| PressPlay      | [ 5 ]    |
| SoSoGay        | [ 6 ]    |

DK3 è il terzo album del gruppo musicale R&B statunitense Danity Kane. È stato il primo album del gruppo dopo sei anni di pausa. È stato, inoltre, il primo album senza la formazione originale della band: Wanita "D. Woods" Woodgett non ha preso parte al progetto e alla reunion del gruppo, mentre Aundrea Fimbres lascia il gruppo alcuni mesi dopo l'annuncio della reunion dello stesso. Inoltre è stato l'album pubblicato prima del nuovo scioglimento del gruppo avvenuto l'8 agosto 2014.
L'album viene pubblicato il 27 ottobre 2014 successivamente lo scioglimento del gruppo ed è stato pubblicato dalla Stereotypes Music e la Mass Appeal in associazione con la BMG Rights Management.

## Produzione
Nel maggio 2013 Shannon Bex, Aundrea Fimbres, Aubrey O'Day e Dawn Richard iniziarono a parlare di una possibile reunion, vennero pubblicate foto del gruppo in studio di registrazione. Il quinto membro della band "D. Wood" non prende parte alla reunion. Durante il pre-show degli MTV Video Music Awards 2013, il 25 agosto 2013, i quattro membri rimanenti del gruppo hanno annunciato la riunione e che il nuovo singolo, chiamato Rage, uscirà presto. Inoltre hanno dichiarato che il singolo è stato prodotto da The Stereotypes, gli stessi prodotti del singolo Damaged.
Il 16 maggio 2014, durante la prima data del nuovo tour della band, tenutosi a San Francisco, Aundrea Fimbres ha annunciato di essere in attesa del suo primo figlio e che non avrebbe continuato a far parte del gruppo. La band continuerà il progetto diventando un trio.
Il gruppo si scioglie nuovamente nell'agosto a seguito di una forte lite tra Dawn Richard e Aubrey O'Day. L'annuncio viene dato ufficialmente da O'Day e Bex l'8 agosto 2014. Il 24 settembre 2014 O'Day e Bex annunciano che il terzo album del gruppo verrà comunque pubblicato, come ringraziamento per i loro fans. L'album viene pubblicato il 27 ottobre dello stesso anno.

## Singoli
Il primo singolo tratto dall'album è stato Lemonade, pubblicato il 15 maggio 2014. Il singolo vede la collaborazione col rapper Tyga. Il 29 maggio viene invece pubblicato un "lyrics video" del singolo, tramite YouTube, dove tre bambine impersonano le tre ragazze. A tale video non segue però un vero e proprio video musicale.
Secondo singolo tratto dall'album Rhythm of Love,  viene pubblicato il 24 settembre 2014 successivamente lo scioglimento del gruppo. Al singolo fa seguito un video musicale diretto da Dan Fisher nel quale non compaiono i membri del gruppo.

## Tracce
| #   | Titolo                | Scrittori                                                                                       | Produttori                            | Durata |
| --- | --------------------- | ----------------------------------------------------------------------------------------------- | ------------------------------------- | ------ |
| 1.  | Rhythm of Love        | Ray McCullough, Candice Nelson, Jeremy Reeves, Ray Romulus, Patrick "J Que" Smith, Jonathan Yip | Stereotypes                           | 3:36   |
| 2.  | Lemonade (feat. Tyga) | Yip, Reeves, Romulus, Mike Lloyd, Rosina 'Soaky' Russell, Michael Ray Nguyen-Stevenson          | Stereotypes, The Clutch               | 4:24   |
| 3.  | All in a Day's Work   | P. Jones                                                                                        | Dem Jointz, Taylor Parks              | 3:14   |
| 4.  | Rage                  | Kessington Kross, Ray McCullough, Jeremy Reeves, Ray Romulus, Jonathan Yip                      | Stereotypes, The Clutch               | 3:26   |
| 5.  | Tell Me               | Yip, Reeves, Romulus, Dawn Angelique Richard, Russell, Briana Denise Jackson Cartwright         | Stereotypes                           | 3:39   |
| 6.  | Two Sides             | Ray McCullough, Jeremy Reeves, Dawn Richard, Ray Romulus, Rosina "Soaky" Russell, Jonathan Yip  | Dem Jointz                            | 3:43   |
| 7.  | Secret Lover          | Kessington Kross, Ray McCullough, Jeremy Reeves, Ray Romulus, Jonathan Yip                      | Stereotypes, The Clutch               | 3:59   |
| 8.  | Roulette              | Ray McCullough, Jeremy Reeves, Ray Romulus, Jonathan Yip                                        | Stereotypes, The Clutch               | 3:53   |
| 9.  | Pieces                | Ray McCullough, Malcolm McDaniel, Jeremy Reeves, Ray Romulus, Jonathan Yip                      | Dem Jointz, Taylor Parks              | 3:09   |
| 10. | Bye Baby              | Kameron Glasper, Ray McCullough, Taylor Parks, Jeremy Reeves, Ray Romulus, Jonathan Yip         | Dem Jointz, Taylor Parks, Stereotypes | 4:16   |

## Classifiche
| Classifica                | Posizione massima |
| ------------------------- | ----------------- |
| US Billboard 200          | 44                |
| US Independent Albums     | 1                 |
| US Top R&B/Hip-Hop Albums | 2                 |
| US Digital Albums         | 4                 |
| US Top Current Albums     | 2                 |
| UK R&B Albums             | 3                 |

## Date di pubblicazione
- 27 ottobre 2014
- 27 ottobre 2014